# كنولة بايين (مقاطعة دلفان)
كنولة بايين (بالفارسية: کنوله پایین) هي قرية تقع في قسم كاكاوند الغربي الريفي (مقاطعة دلفان) في إيران. يقدر عدد سكانها بـ 33 نسمة .